# 397
397 (CCCXCVII) fue un año común comenzado en jueves del calendario juliano, en vigor en aquella fecha.
En el Imperio romano, el año fue nombrado como el del consulado de Cesario y Ático, o menos comúnmente, como el 1150 Ab urbe condita, adquiriendo su denominación como 397 a principios de la Edad Media, al establecerse el anno Domini.

## Acontecimientos
- Concilio de Cartago en el que se fija definitivamente el canon bíblico.
- Agustín de Hipona escribe Confesiones.

## Fallecimientos
- Ambrosio de Milán, religioso cristiano.
- Martín de Tours, religioso cristiano